# Unió per la Democràcia
Unió per la Democràcia (francès Union pour la Démocratie, UPLD, tahitià Tapura Amui No Te Faatereraa Manahune) és una coalició política de la Polinèsia Francesa creada de cara a les eleccions legislatives de Polinèsia Francesa de 2004 que reagrupa els independentistes, adversaris de la Plateforme autonomiste, principalment el Tavini Huiraatira. L'UPLD és dirigida per Oscar Temaru.
Està formar pels següents partits :
- Tavini huiraatira ;
- Ai’a Api ;
- Here ai’a ;
- Heira - els verds polinesis ;
- Fetia Api ;
- No oe e te nunaa de Nicole Bouteau.

Aquests dos darrers partits són propers al Moviment Demòcrata, i donen suport als seus candidats a les eleccions legislatives franceses.
A les eleccions de 2004 va obtenir 28 escona a l'Assemblea de la Polinèsia Francesa. A les eleccions legislatives de Polinèsia Francesa de 2008 va obtenir 20 escons, amb els quals va formar el grup parlamentari Unió pel Desenvolupament, l'Estabilitat i la Pau el febrer de 2008.
L'UPLD és representada a París per Richard Tuheiava, qui fou escollit senador el 21 de setembre de 2008 al costat de Gaston Flosse.